# Carmen Bernand
Pour les articles homonymes, voir Bernand.
Carmen Bernand, née Carmen Muñoz le 19 octobre 1939, est une historienne et anthropologue française.

## Biographie
Née dans une famille de républicains espagnols, elle passe son enfance en Argentine. Après une maîtrise d'anthropologie sociale à l'université de Buenos Aires, elle vient en France faire sa thèse de doctorat sous l'égide de Claude Lévi-Strauss en 1970. Alors qu'elle travaille sur les paysans indigènes de la région de Pindilig (province de Cañar) en Équateur sous un angle anthropologique, elle commence à visiter les dépôts d'archives pour « pallier les silences du terrain » : les archives nationales, les archives municipales de Quito ainsi que les registres paroissiaux. Elle consulte jusqu'aux Archives des Indes à Séville.
Elle est spécialiste de l'histoire du Nouveau Monde et des sociétés métisses d'Amérique latine. Elle enseigne l'anthropologie à l’université Paris-Nanterre jusqu'à sa retraite en 2005. Nommée membre de l'Institut universitaire de France en 1994, elle est également directrice adjointe du Centre de recherches sur les mondes américains depuis 1999 et membre du Comité de rédaction de la revue Gradhiva.
En 2007, elle signe l'« appel des intellectuels » appelant à voter pour Ségolène Royal.
Elle a épousé en 1966 l'épigraphiste André Bernand (1923-2013).

## Ouvrages en français
- Les Ayorés du Chaco septentrional : étude critique à partir des notes de Lucien Sebag, Gallimard, 1977
- Les vieux vont mourir à Nanterre, Le Sagittaire, 1978
- La solitude des Renaissants : malheurs et sorcellerie dans les Andes, Presses de la Renaissance, 1985
- Les Incas, peuple du Soleil, Éditions Gallimard, coll. « Découvertes Gallimard / Histoire » (no 37), 1988
- avec Serge Gruzinski, De l'idôlatrie : une archéologie des sciences religieuses, Seuil, 1988
- Serge Gruzinski, Histoire du Nouveau monde, Fayard, 1991 et 1993 prix Monseigneur-Marcel 1992 de l’Académie française
- Atahualpa face aux Espagnols, Flammarion, 1992
- Pindilig : un village des Andes équatoriennes, Éditions du CNRS, 1992
- Buenos Aires, Fayard, 1997
- La solitude des renaissants : malheurs et sorcellerie dans les Andes, L'Harmattan, 1999.
- avec Michelle Vautier, Pérou : du sable, de l'or, des dieux et des hommes, Vilo, 2001
- Buenos Aires, 1880-1936. Un mythe des confins, Autrement, 2001
- Un Inca platonicien, Garcilaso de la Vega 1539-1616, Fayard, 2005
- D’escalves à soldats : miliciens et soldats d'origine servile XIIIe – XXIe siècles, sous la direction de C. Bernand et A. Stella, L’Harmattan, 2006.
- avec Catherine Escrive, Viracocha, le père du Soleil inca, Éditions Larousse, 2008
- Xavier de Castro, Jocelyne Hamon et Luís Filipe Thomaz (préf. Carmen Bernand et Xavier de Castro (nom de plume de Michel Chandeigne), Le voyage de Magellan (1519-1522) : la relation d'Antonio Pigafetta et autres témoignages, Paris, Chandeigne, coll. « Magellane », 2010 (ISBN 978-2915540574).
- Teotl. Dieu en images dans le Mexique colonial, 2009
- Quetzalcoatl, le serpent à plumes, 2010
- Genèse des musiques d'Amérique latine : passion, subversion et déraison, Fayard, 2013
- Histoire des peuples d'Amérique, Fayard, 2019.
- Ombres de l'éclat avec contrepoint, L'Harmattan, 2020.
- L'Amérique latine précolombienne : des premiers peuples à Túpac Amaru, Belin, coll. « Mondes anciens », 26 avril 2023 (ISBN 2410028365).

## Ouvrages en espagnol
- Enfermedad, daño e eideología, Abya Yala, 1986
- Días aciagos para Paucar Guaman, Fondo de Cultura Económica, 1993